# Liepe
Liepe là một đô thị ở the huyện Barnim trong Brandenburg in Đức. Đô thị này có diện tích 10,76 km², dân số thời điểm ngày 31 tháng 12 năm 2006 là 766 người.